# ATRAN
ATRAN sp. z o.o., (ros. Общество с ограниченной ответственностью "АТРАН") – rosyjskie linie lotnicze z siedzibą w porcie lotniczym Wnukowo, realizujące lokalne połączenia lotnicze. 
W marcu 2021 linie dysponowały pięcioma samolotami: trzema Boeing B-737-400 i dwoma Boeing B-737-800.